# Cornetto (ijsje)

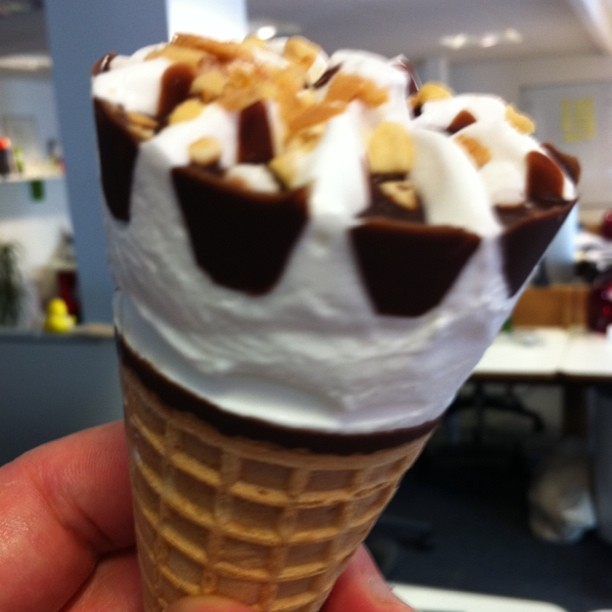
Cornetto

Een Cornetto is een voorverpakt ijshoorntje, gemaakt van vanilleroomijs in een oubliehoorn en met chocoladesaus, bestrooid met stukjes hazelnoot. De ijsjes komen uit de Ola-fabriek te Hellendoorn.
Het verpakken van consumptie-ijs in een oubliehoorntje is waarschijnlijk in het begin van de 20e eeuw bedacht. IJs werd daarvoor al op wafeltjes aangeboden. In 1959 kwam de Napolitaanse ijsmaker Spica met een oplossing voor het feit dat een hoorntje snel zacht en oudbakken werd. Hij bekleedde de binnenkant met een mengsel van suiker en chocolade. Het ijsje werd zo langer houdbaar. De vinding werd geregistreerd onder de naam Cornetto. Het was geen onmiddellijk succes, maar in 1976 kocht Unilever het concept en de naam en ging ermee de wereldmarkt op.
Naast de klassieke Cornetto zijn er geleidelijk met wisselend succes vele varianten op de markt gebracht. Daaronder de smaken aardbei en chocolade en een grote variant onder de naam Cornetto King Cone. Ook kwam er een Cornetto Passion, die gemaakt is met panna cotta, karamel en chocolade. Sinds 2001 bestaat er ook Cornetto Soft, een softijsje. IJsjes gemaakt volgens het cornetto-principe worden onder huismerk aangeboden door supermarkten en dergelijke.